# Robert Solow
Robert Merton „Bob” Solow (New York, 1924. augusztus 23. – 2023. december 21.) a gazdasági növekedés elméletével foglalkozó amerikai közgazdász. 1961-ben a John Bates Clark-éremmel, majd 1987-ben a Közgazdasági Nobel-emlékdíjjal tüntették ki. 1999-ben megkapta Bill Clinton elnöktől a National Medal of Science-et.

## Életpályája
Egy brooklyni zsidó családba született a három gyermek közül a legidősebbnek. A Harvard Főiskolára járt 1940 szeptemberétől, amely a Harvard Egyetem előképzője. Itt szociológiát, antropológiát és alapszintű közgazdaságtant tanult. 1942-ben a seregbe került és Észak-Afrikában, Szicíliában végül Olaszországban szolgált majd 1945-ben leszerelt és folytatta a tanulmányait a Harvard Egyetemen. Wassily Leontief irányítása alatt dolgozott. Statisztikai és valószínűségi modellekkel foglalkozott.
1949–1950 között ösztöndíjjal a Columbia Egyetemre került, hogy komolyabban foglalkozhasson statisztikával. Eközben PhD-dolgozatát is elkészítette.

## Munkái
- "A Contribution to the Theory of Economic Growth." Quarterly Journal of Economics 70 (February 1956): 65-94.
- "Technical Change and the Aggregate Production Function." Review of Economics and Statistics 39 (August 1957): 312-20.
- Linear Programming and Economic Analysis 1958. New York: McGraw-Hill (With Robert Dorfman and Paul Samuelson)
- "The New Industrial State or Son of Affluence." The Public Interest (Fall 1967): 108. Capital Theory and the Rate of Return. 1963
- "The Economics of Resources or the Resources of Economics" The American Economic Review vol.64 (1974): 1-14.